# Nîjnea Jujmanivka, Kozelșciîna
Nîjnea Jujmanivka (în ucraineană Нижня Жужманівка) este un sat în comuna Solonîțea din raionul Kozelșciîna, regiunea Poltava, Ucraina.

## Demografie
Componența lingvistică a localității Nîjnea Jujmanivka
     Ucraineană (90,91%)
     Rusă (4,96%)
     Română (3,31%)
     Alte limbi (0,83%)
Conform recensământului din 2001, majoritatea populației localității Nîjnea Jujmanivka era vorbitoare de ucraineană (90,91%), existând în minoritate și vorbitori de rusă (4,96%) și română (3,31%).